# Krasne (Solotschiw)
Krasne (ukrainisch Красне; russisch Красное Krasnoje, polnisch Krasne) ist eine Siedlung städtischen Typs in der Oblast Lwiw im Westen der Ukraine.

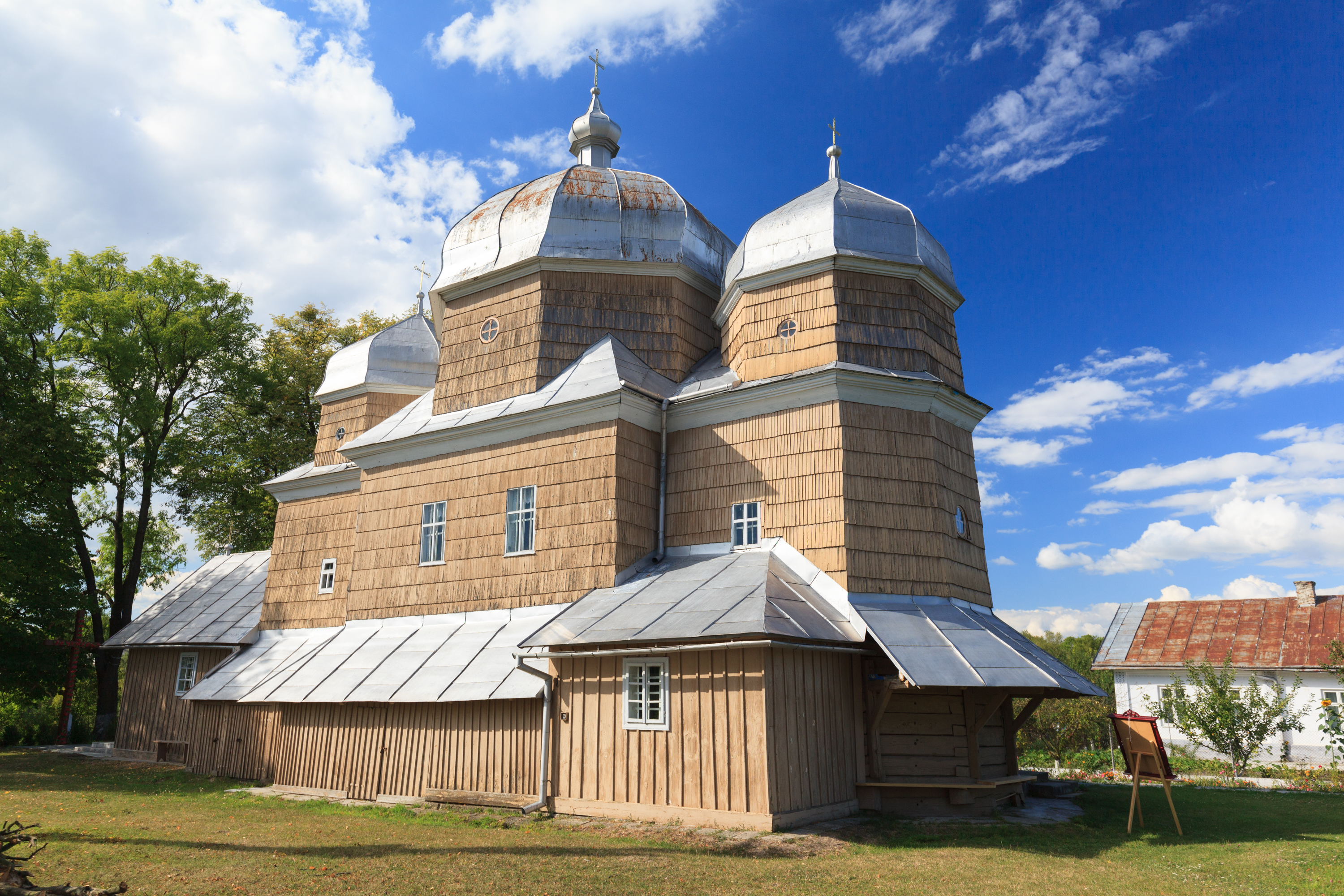
Kirche im Ort

Die Ortschaft liegt am Ufer der Holohirka im Rajon Solotschiw etwa 45 Kilometer östlich der Oblasthauptstadt Lwiw.

## Geschichte
Die Ortschaft wurde 1476 zum ersten Mal schriftlich erwähnt, lag damals als Teil der Adelsrepublik Polen in der Woiwodschaft Ruthenien und gehörte danach von 1774 bis 1918 zum österreichischen Galizien (innerhalb des Bezirks Złoczow). Mitte des 17. Jahrhunderts hatte der Ort etwa 100 Einwohner.
Durch den Bau der Eisenbahnlinien nach Brody und Tarnopol wuchs die Bedeutung des Ortes ab 1869 stark, nördlich des Ortskerns entstanden ein Bahnhof sowie die Abzweigung der Bahnlinie nach Tarnopol. 1912 kam noch eine Schmalspurgüterbahn in nördliche Richtung für den Anschluss der Brauerei in Busk sowie den Holztransport aus Hrabowa hinzu, diese Strecke wurde aber nach dem Zweiten Weltkrieg abgebaut.
Während des Ersten Weltkrieges wurde der Ort 1915 für 8 Wochen durch russische Truppen besetzt, am 15. August eroberten die Österreicher den Ort zurück. In seinem Roman Die Kapuzinergruft nahm Joseph Roth Bezug auf die militärischen Auseinandersetzungen um Krasne.
Nach dem Ende des Ersten Weltkrieges kam der Ort zu Polen (in die Woiwodschaft Lwów), wurde im Zweiten Weltkrieg kurzzeitig von der Sowjetunion und dann bis zum 18. Juli 1944 von Deutschland besetzt.
Nach dem Ende des Zweiten Weltkrieges wurde der Ort der Sowjetunion zugeschlagen, dort kam die Stadt zur Ukrainischen SSR und ist seit 1991 ein Teil der heutigen Ukraine. 1953 wurde dem Ort der Status einer Siedlung städtischen Typs zugesprochen, seit 2001 führt der Ort ein Wappen.

## Verwaltungsgliederung
Am 12. Juni 2020 wurde die Siedlung städtischen Typs zum Zentrum der neu gegründeten Siedlungsgemeinde Krasne (Красненська селищна громада/Krasnenska selyschtschna hromada). Zu dieser zählen auch die 17 in der untenstehenden Tabelle aufgelistetenen Dörfer; bis dahin bildet sie die Siedlungsratsgemeinde Krasne (Красненська селищна рада/Krasnenska selyschtschna rada) im Rajon Busk.
Folgende Orte sind neben dem Hauptort Krasne Teil der Gemeinde:
| Name                     | Name              | Name                                   | Name                     |
| ukrainisch transkribiert | ukrainisch        | russisch                               | polnisch                 |
| ------------------------ | ----------------- | -------------------------------------- | ------------------------ |
| Balutschyn               | Балучин           | Балучин (Baluschin)                    | Bałuczyn                 |
| Besbrody                 | Безброди          | Безброды                               | Bezbrudy                 |
| Bohdaniwka               | Богданівка        | Богдановка (Bogdanowka)                | Połonice Bohdanówka      |
| Bortkiw                  | Бортків           | Бортков (Bortkow)                      | Bortków                  |
| Kutkir                   | Куткір            | Куткор (Kutkor)                        | Kutkorz                  |
| Mala Wilschanka          | Мала Вільшанка    | Малая Ольшанка (Malaja Olschanka)      | Olszanka Mała            |
| Marmusowytschi           | Мармузовичі       | Мармузовичи (Marmusowitschi)           | Firlejówka, Marmuszowice |
| Ostriw                   | Острів            | Остров (Ostrow)                        | Ostrów                   |
| Ostriwtschyk-Pylnyj      | Острівчик-Пильний | Островчик-Пыльный (Ostrowtschik-Pylny) | Ostrowczyk Polny         |
| Petrytschi               | Петричі           | Петричи (Petritschi)                   | Pietrycze                |
| Polonytschi              | Полоничі          | Полоничи (Polonitschi)                 | Połonice                 |
| Poltwa                   | Полтва            | Полтва                                 | Połtew                   |
| Russyliw                 | Русилів           | Русилов (Russilow)                     | Rusiłów                  |
| Sadwirja                 | Задвір'я          | Задворье (Sadworje)                    | Zadwórze                 |
| Sknyliw                  | Скнилів           | Скнилов (Sknilow)                      | Skniłów                  |
| Storonybaby              | Сторонибаби       | Сторонибабы (Storonibaby)              | Stronibaby               |
| Utischkiw                | Утішків           | Утешков (Uteschkow)                    | Uciszków                 |

## Persönlichkeiten
- Wassyl Kuk (1913–2007), ukrainischer Nationalist